# Стадион Храздан
Стадион Храздан (јерм. Հրազդան մարզադաշտ) је вишенаменски спортски објекат који се налази у граду Јеревану, у Јерменији. Стадион је отворен 1970. године, највећи је спортски објекат у Јерменији, а највише је коришћен за фудбалске утакмице.
Храздан је домаћи стадион фудбалске репрезентације Јерменије, а капацитет му је 55.208 седећих места. Стадион је реконструисан и модернизован 2008. године, а пре тога могао је да прими до 70.000 гледалаца. Овај стадион био је међу четири највећа  у бившој СССР. Више пута је био домаћин Купа Јерменије, а на њему је одржана и церемонија отварања Пан Америчких игри 2003. године. Фудбалска репрезентација Совјетског Савеза одиграла је две утакмице на овом стадиону, против репрезентације Финске и Грчке, 1978. године.

## Историја

### Идеја и изградња стадиона
Прву идеју изградње фудбалског стадиона у долини реке Храздан предложио је први заменик председавајућег Савета министара Совјетског Савеза Анастас Микојан у посети Јеревану педесетих година. Током боравка у председничком дворишту на брду изнад реке Храздан, у Хразданској клисури посматрао је "природни амфитеатар" и предложио изградњу фудбалског стадиона капацитета 30.000 места. Међутим, идеја никада није постала озбиљна у том периоду.
Године 1967. власти Јерменске Совјетске Социјалистичке Републике покренуле су озбиљан програм обележавања 50. годишњице приступања Јерменије у СССР, 1970. године. Група архитеката, предвођена бившим дизачем тегова Корином Хакопианом и бившим мачевалцем Гургеном Мушегианом, предложила је план изградње фудбалског стадиона у близини  реке Храздан, који би имао капацитет места за 75.000 гледалаца. За овај пројекат утрошено је 5 милиона рубаља. Изградња стадиона почела је у другој половини 1969. године и била је финансирана од стране фондације Гулбенкиан. Стадион је изграђен у рекордно брзом року од 18 месеци.
Процес изградње био је надгледан од стране генералног секретара Комунистичке партије Совјетског Савеза Карена Демирчиана. Стадион је званично отворен 29. новембра 1970. године, када је генерални секретар Комунистичке партије Совјетског Савеза, Леонид Брежњев прославио 50. годишњицу Јерменије у оквиру СССР. Ипак планирана церемонија на стадиону је отказана због велике количине снежних падавина.
На стадиону Храздан први фудбалски меч одигран је 19. маја 1971. године, када је ФК Арават Јереван победио ФК Каират 3:0, пред 78.000 гледалаца. Голове за домаћи тим постигли су Александар Коваленко, Оганес Заназаниан и Николај Казариан.
На стадиону су се одиграле велике и значајне утакмице у историји фудбала Јерменије, за време совјетске ере.
ФК Арават Јереван је освојио Куп Совјетског Савеза и пласирао се у Лигу шампиона 1974/1975. Клуб је стигао до четвртфинала такмичења, где је изгубио од ФК Бајерн Минхен резултатом 2:0. На свом стадиону ФК Арават Јереван славио је резултатом 1:0, пред више од 70.000 гледалаца.
Године 1985. стадион Храздан био је један од локација где се одржало Светско првенство у фудбалу до 20 година, а на овом стадиону одигране су утакмице из прве групе, као и четвртфинале.
Након независности Јерменије, стадион је постао домаћи терен фудбалске репрезентације Јерменије. Највећи број посетилаца на стадиону забележен је 9. октобра 1996. године за време квалификација за Светско првенство у фудбалу 1998.. Фудбалска репрезентација Јерменије одиграла је меч против репрезентације Немачке, који је завршен у корист Немаца, резултатом 5:1. Утакмици је присуствовало око 42.000 навијача.
 Историја стадиона је уско повезана са историјом јерменсмког фудбала. Стадион је саграђен у рекордном периоду од 18 месеци и први је на свету који је изграђен у планинском пејзажу. Архитекти стадиона били су Кориун Хакобиан и Гурген Мушегиан из Јерменије. Процес изградње је надзирао инжењер Едвард Тосуниан. Архитектонској групи стадиона додељена је награда за најбољу градњу године 1971. године и награде од стране Владе СССР.

## Реновирање
Године 2003. стадион је делимично приватизован и продат Храздан Холдинг ЦЈСЦ фирми, која је започела са реновирањем стадиона 2005. године, а стадион је у потпуности реновиран до 2008. године. Први меч након реновирања Фудбалска репрезентација Јерменије одиграла је против репрезентације Турске, 6. септембра 2008. године. Кључној утакмици присуствовали су председници Серж Саргсјан и Абдулах Гул, а на стадиону је било више од 30.000 гледалаца.
Након реновирања 2008. године, стадион је добио статус са три звездице УЕФА, а касније је такво квалификовање замењено новим системом.
 Ново реновирање стадиона започело је 2012. године, када је у њега инвестирано 10 милиона долара. Обновљен је терен, трибине, модернизована инфраструктура и стазе за трчање.

## Највећа посећеност

### Највећи концерт
Године 1898. након земљотреса у Јерменији у којем је погинуло 25.000, а без дома је остало 500.000 људи заједно са избијањем  Нагорно-Карабахског рата, Јерменија и њен народ запао је у велику кризу. Више од 110.000 навијача присуствовало је на Храздан стадиону како би чули револуционарске и патриотске песме које је изводио познати певач Јерменије Хароут Памбоукјиан. Министар културе Јуриј Мелик-Охањаниан истакао је да је ово највише посећен наступ у историји Јерменије.

### ФК Арарат Јереван
Десет најпосећенијих утакмица на стадиону Храздан, за време СССР :
- 19. мај, 1971. године, Првенство Совјетског Савеза у фудбалу, ФК Арарат Јереван—ФК Каират 3:0, 78.000 посетилаца
- 19. март, 1975. године, Лига шампиона 1974/75., четвртина финала, ФК Арарат Јереван—ФК Бајерн Минхен 1:0, 77.000 гледалаца
- 28. октобар 1973. године, Првенство Совјетског Савеза у фудбалу, ФК Арарат Јереван—ФК Зенит Санкт Петербург 3:2, 70.000 гледалаца
- 13. октобар 1974. године, Првенство Совјетског Савеза у фудбалу, ФК Арарат Јереван—ФК Динамо Тбилиси 2:0, 70.000 гледалаца
- 22. јул 1973. године, Првенство Совјетског Савеза у фудбалу, ФК Арарат Јереван-ФК Динамо Минск, 70.000 гледалаца
- 14. април 1973. године, Првенство Совјетског Савеза у фудбалу, ФК Арарат Јереван—ФК Зорја Луганск, 4:3, 70.000 гледалаца
- 14. септембар 1971. године, Првенство Совјетског Савеза у фудбалу, ФК Арарат Јереван—ФК Динамо Тбилиси 0:1, 70.000 гледалаца
- 20. јун 1971. године, Првенство Совјетског Савеза у фудбалу, ФК Арарат Јереван—ФК Шахтар, 1:0, 70.000 гледалаца
- 16. јул 1975. године, Првенство Совјетског Савеза у фудбалу, ФК Арарат Јереван—ФК Динамо Тбилиси, 68.000 гледалаца
- 8. јул 1973. године, Првенство Совјетског Савеза у фудбалу, ФК Арарат Јереван—ФК ЦСКА Москва 1:0, 66.000 гледалаца

### Репрезентација
- 9. октобар 1996. године, квалификације за Светско првенство у фудбалу 1998., Фудбалска репрезентација Јерменије против репрезентације Немачке 1:5, 42.000 гледалаца[14]
- 20. децембар 1978. године, Квалификације за Европско првенство у фудбалу 1980., Фудбалска репрезентација Совјетског Савеза против репрезентације Грчке 2:0, 40.000 гледалаца[15]
- 26. април 1995. године, квалификације за Европско првенство у фудбалу 1996., Фудбалска репрезентација Јерменије против репрезентације Шпаније 0:2, 35.000 гледалаца[16]
- 12. октобар 2012. године, Квалификације за Светско првенство у фудбалу 2014 — УЕФА, Фудбалска репрезентација Јерменије против репрезентације Италије 1:3, 32.000 гледалаца[17]
- 6. септембар 2008. године, Квалификације за Светско првенство у фудбалу 2010 — УЕФА, Фудбалска репрезентација Јерменије против репрезентације Турске 0:2, 30.000 гледалаца[18]